# 商务内环路
商务内环路是河南省郑州市郑东新区的一条环形道路，全长3.45千米，宽90米，双向10车道。
商务内环路是郑东新区中央商务区的两条环路之一，将郑州国际会展中心、绿地中心·千玺广场和河南艺术中心等地标建筑和如意湖、红白花公园环绕在内。道路外侧为呈环形分布的30栋高80米的写字楼或商住楼。

## 历史
商务内环路于2002年完成设计，并随着郑东新区起步区的启动而开始建设，于2003年通车，当时称CBD内环路。2005年12月正式定名为商务内环路。